# Bazar Pericoapa

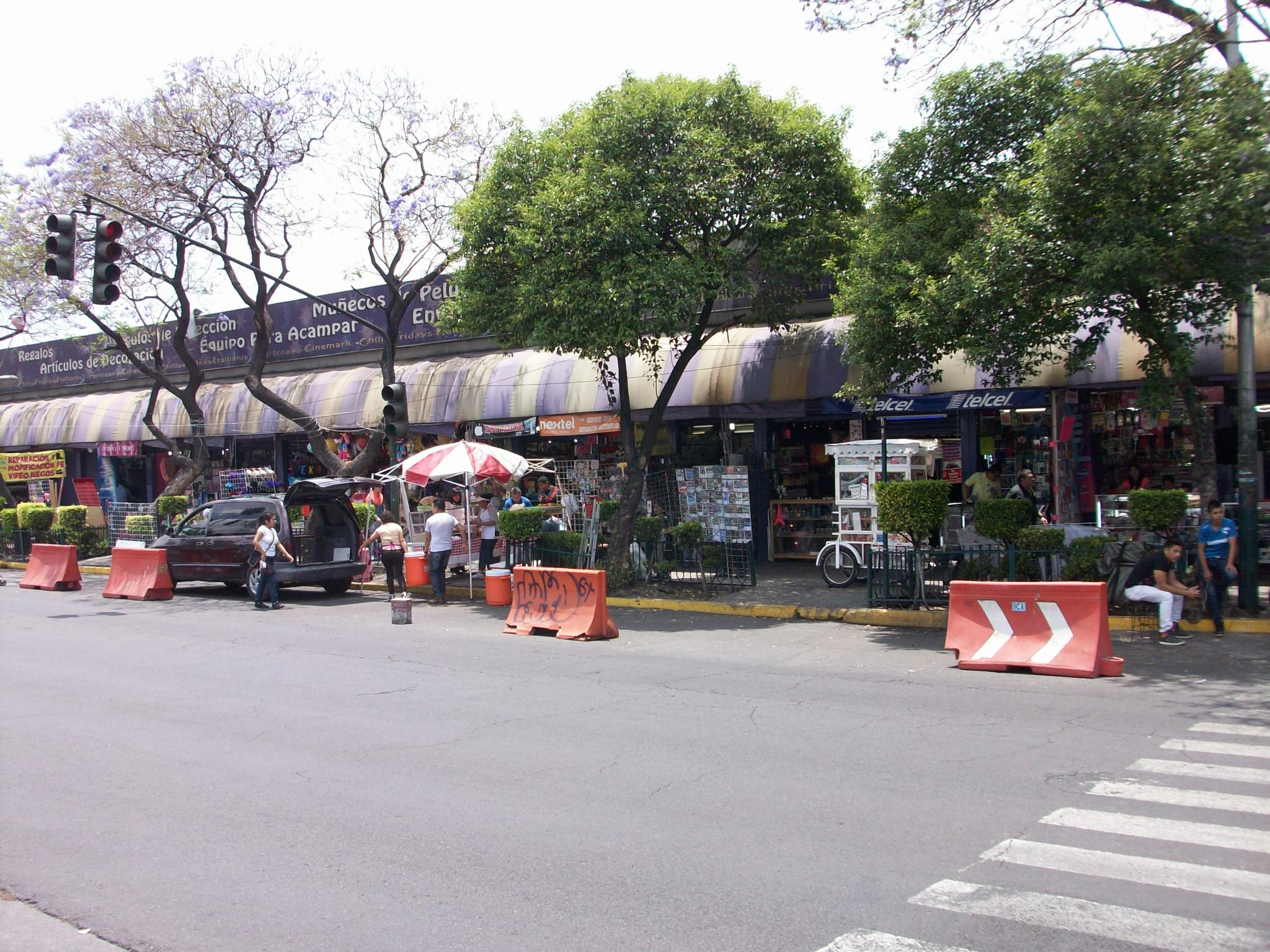
Bazar Pericoapa, visto desde afuera.

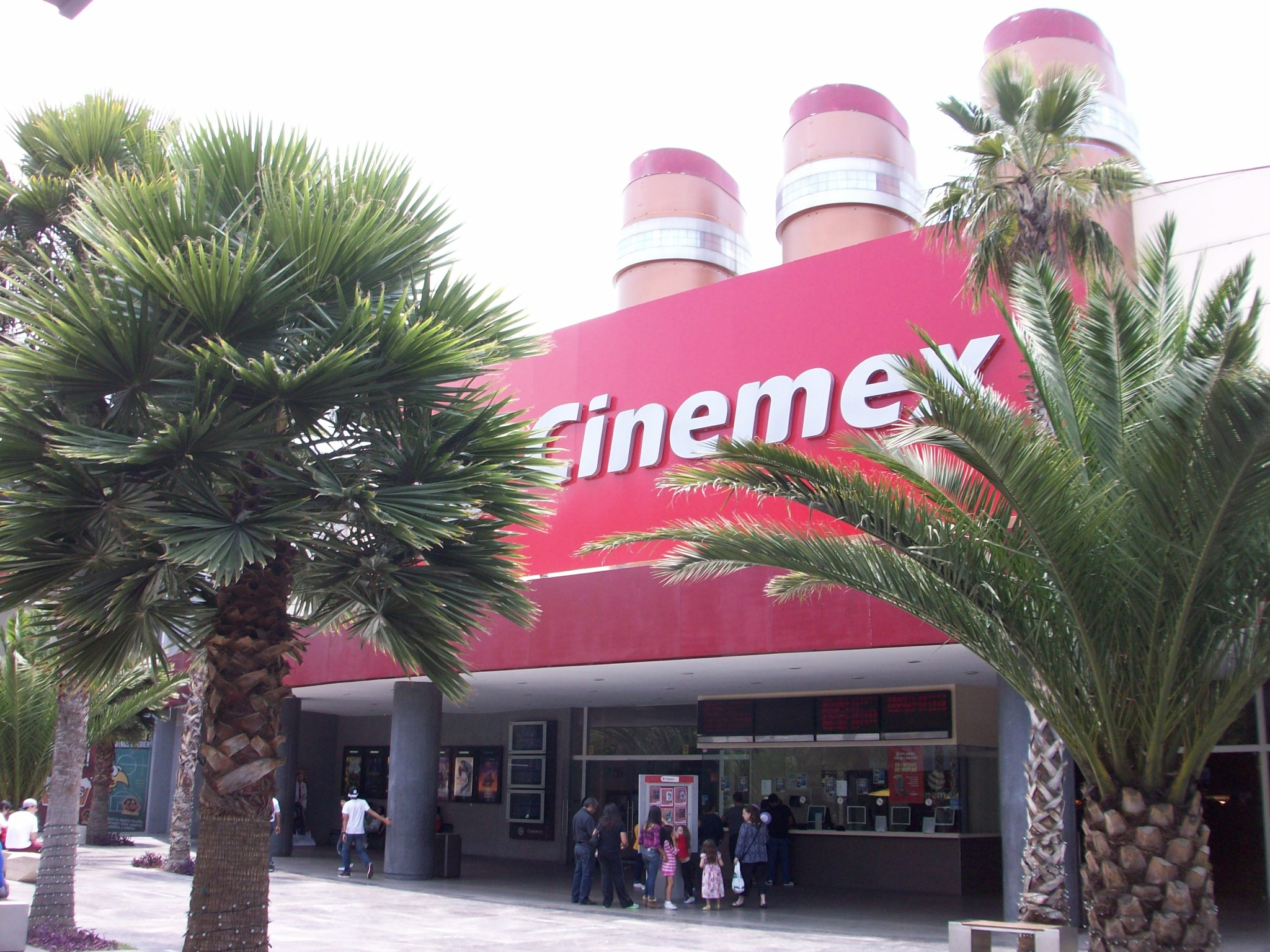
Cinemex, en Bazar Pericoapa.

Bazar Pericoapa es un mercado techado ubicado en la alcaldía Tlalpan al sur de la Ciudad de México donde se puede encontrar comercios de todo tipo como ropa, zapatos, tenis, mascotas, artículos de celular, complementos alimenticios, cosméticos, equipos deportivos, videojuegos y demás objetos de interés. Además, cuenta con una zona de restaurante donde podemos encontrar Chili's, T.G.I. Friday's, IHOP, entre otros además de contar con un Cinemex, un casino y un gimnasio de la empresa Energy Fitness.

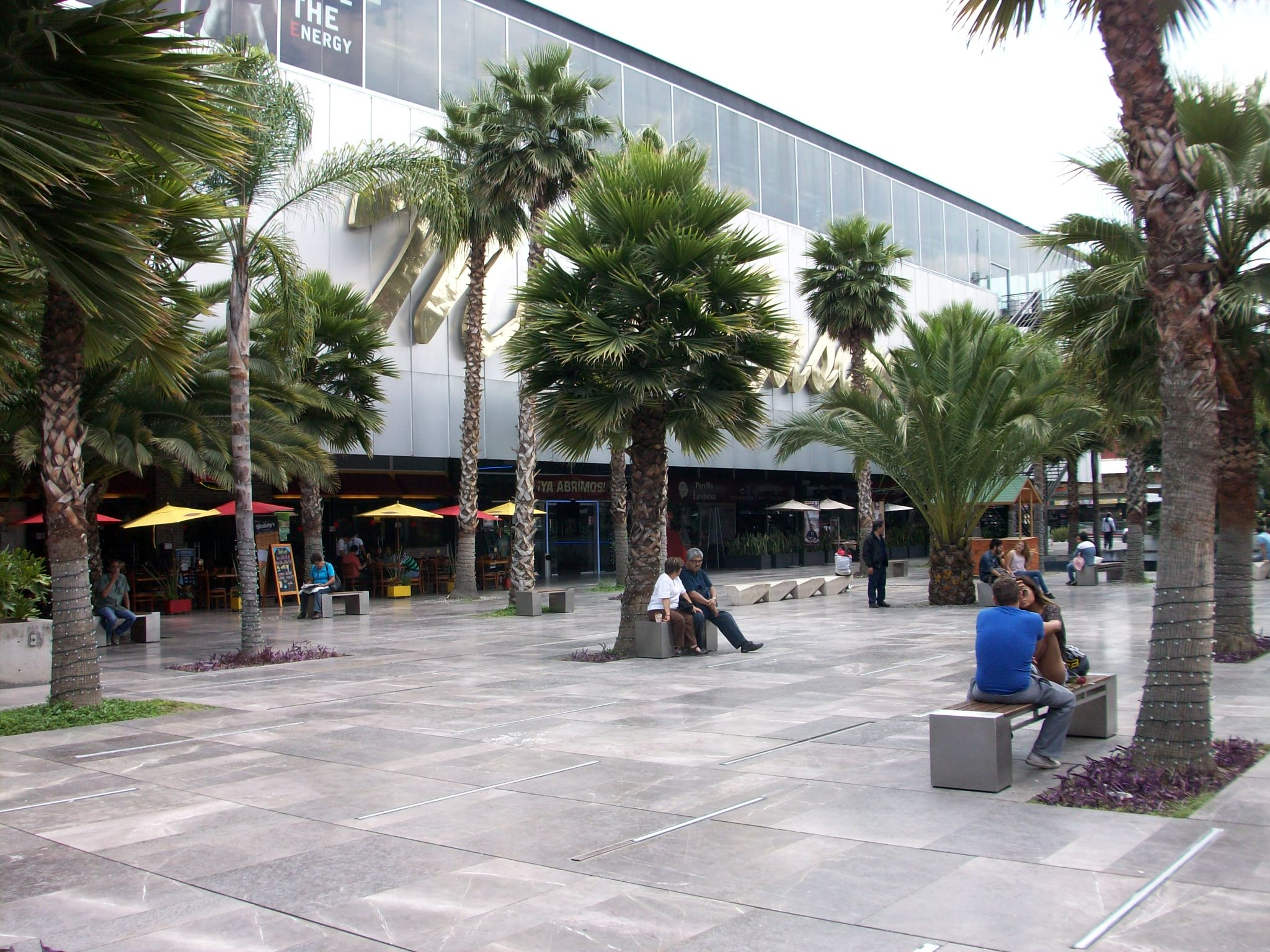
Zona de restaurantes.

El gobierno del Distrito federal le ha concedido una mención como "Plaza Confiable", lo cual quiere decir que sus artículos son de confianza y el lugar está protegido por la policía local.

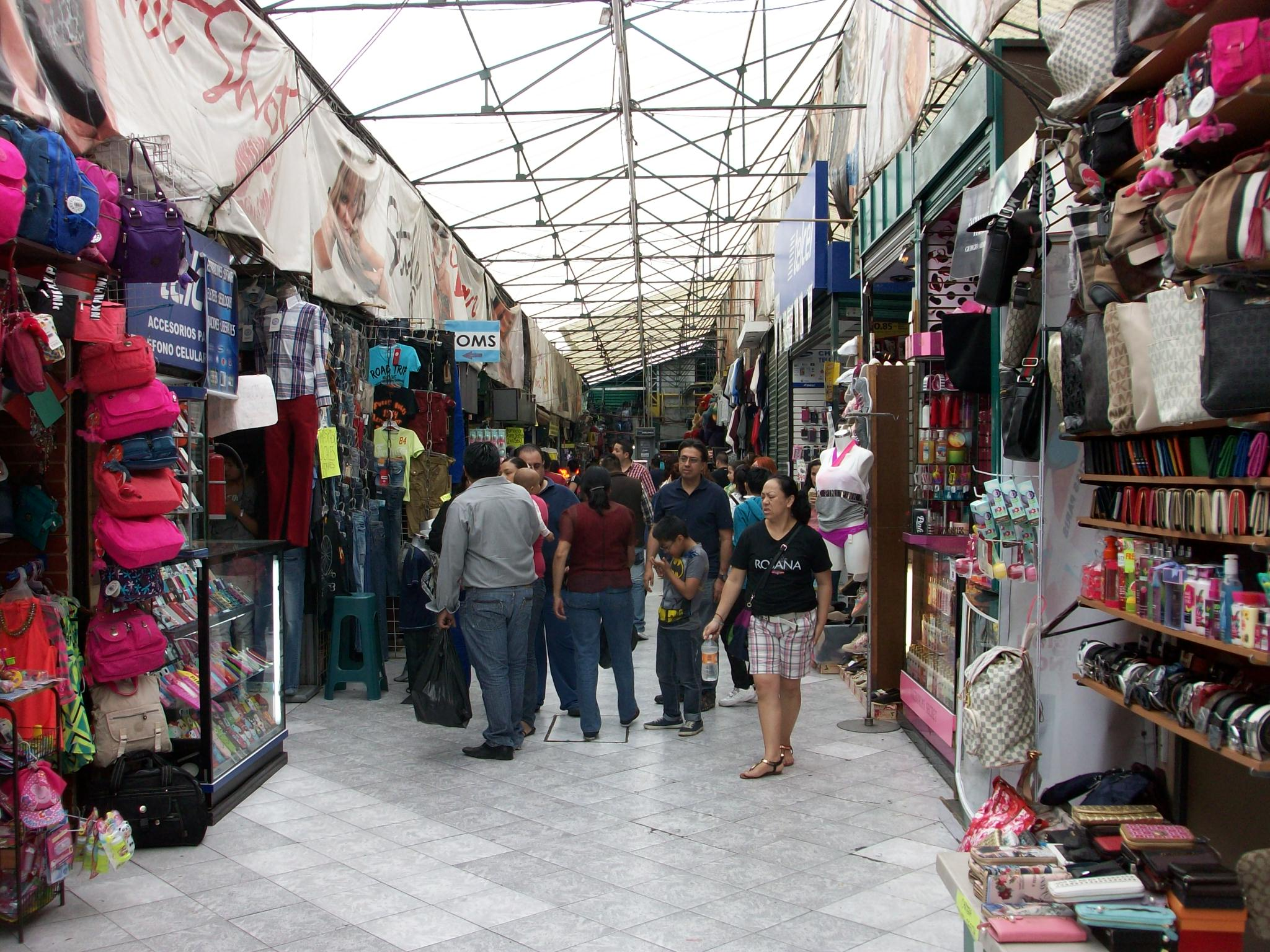
Pasillo central del Bazar Pericoapa.

## Historia
El proyecto se comenzó en 1983 bajo el nombre de "Peritrece" con un total de 400 comerciantes. Hoy en día, después de 32 años, el establecimiento ha crecido tanto que puede albergar 2000 locatarios en un mismo lugar.
Lamentablemente en este bazar de Pericoapa se comenzaron a vender mascotas específicamente perros, con los cuales están cometiendo crimen porque los están vendiendo  enfermos de moquillo, los que ya se encuentran en fase terminal los tiran en el basurero del mismo bazar vivos o muertos, carecen de un control sanitario para no propagar estas enfermedades que son altamente contagiosas para los demás animales.
En repetidas ocasiones les han clausurado pero parece que impera la corrupción, porque enseguida abren.
Actualmente tiene áreas en  remodelación y ciertos locales han sido cerrados por esta causa. Sin embargo, la parte del bazar general continúa laborando normalmente. (Cabe mencionar que, a diferencia de otras plazas de la zona, no tuvo ninguna afectación en el sismo del 19 de septiembre).